# Altare di Santa Maria della Neve
L'altare di Santa Maria della Neve (o Santa Maria ad Nives) è un'opera scultorea rinascimentale in marmo del 1536 di Giovanni da Nola, conservata presso la chiesa di San Domenico Maggiore di Napoli.

## Descrizione
L'opera fu commissionata dal vescovo di Bisignano, Fabio Arcella, e si trova nella cappella della Madonna della Neve (settima cappella della navata sinistra della chiesa).
L'altare mostra al centro una statua della Madonna con ai lati il San Giovanni Battista, a sinistra, e San Matteo con l'angelo, a destra.
L'intera composizione rimanda al prodigio avvenuto a Roma, tradizionalmente conosciuto come "Madonna della Neve" (o ad Nives), quando papa Liberio sognò un la Vergine che chiedeva di far erigere una basilica nel luogo dove il giorno dopo sarebbe avvenuta una miracolosa nevicata, in un giorno d'agosto, tracciando così il perimetro di fondazione della futura basilica di Santa Maria Maggiore.